# Schuppen 10/11

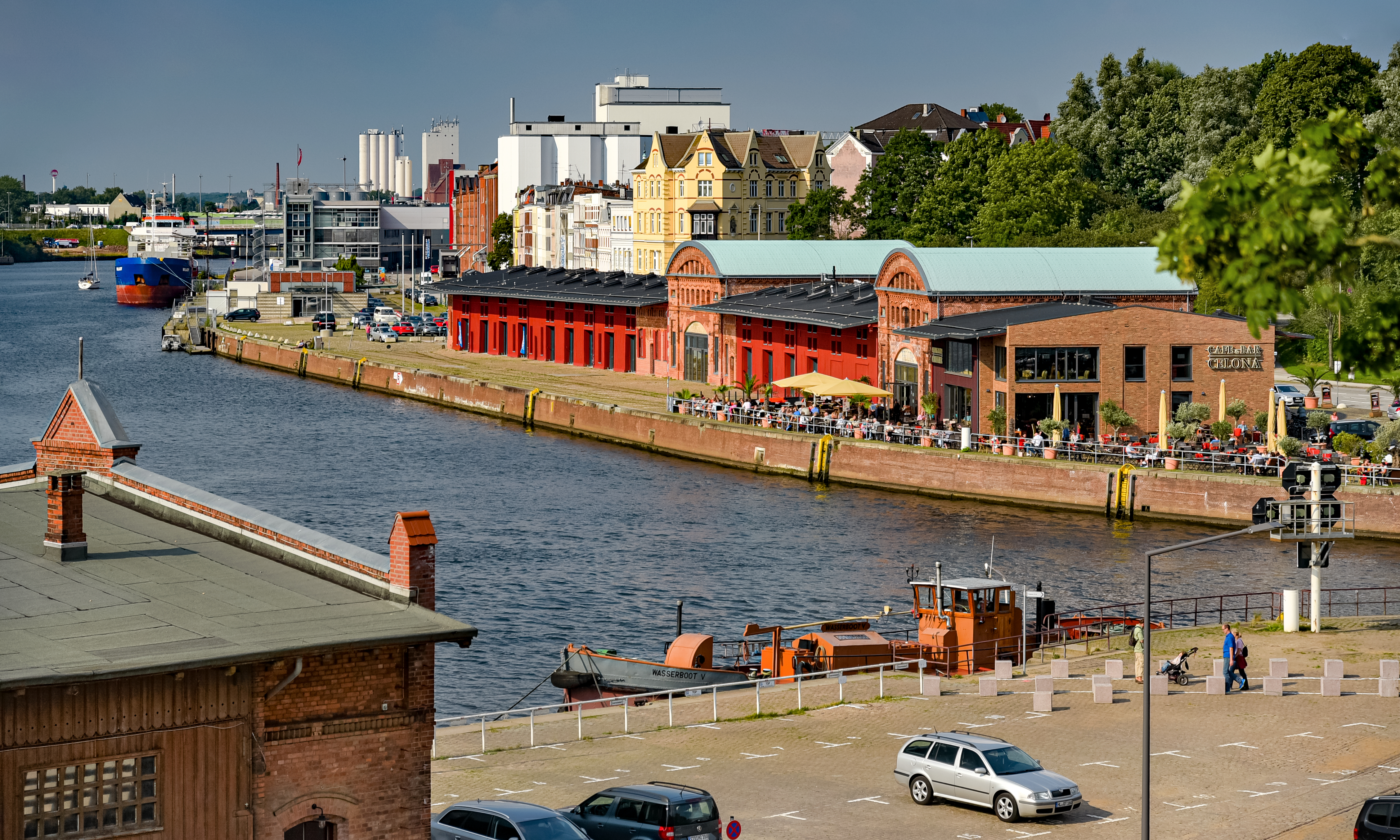
Schuppen 10/11, gesehen vom Hansemuseum

Die Schuppen 10/11 (auch Hafenschuppen 10/11) sind zwei unter Denkmalschutz stehende ehemalige Hafenschuppen in der Hafen- und Hansestadt Lübeck (Schleswig-Holstein).
Die zusammenhängenden Bauten dienten bis in die 2000er Jahre als Verwaltungs- und Lagergebäude. Von 2010 bis 2012 wurde der Komplex für Büronutzung umgebaut.

## Lage
Die Schuppen liegen an der Hafenstraße nördlich der Lübecker Altstadt am Übergang zwischen Hansahafen zum Burgtorhafen am östlichen Ufer der Trave gegenüber der nördlichen Wallhalbinsel. Unmittelbar südlich liegt die Hubbrücke, die den Zugang zum Elbe-Lübeck-Kanal überspannt. Das zwischen den Schuppen und der Hafenstraße liegende Gleis der Hafenbahn wurde inzwischen hier stillgelegt.

## Geschichte
Am Standort der Schuppen 10 und 11 befanden sich die 1874 errichteten Schuppen 18, 19 und 20. Sie wurden 1889 durch einen Brand völlig zerstört. Die Stadt Lübeck entschied sich, die drei Bauwerke durch einen zusammenhängenden Gebäudekomplex zu ersetzen. Errichtet wurden die Gebäude 1889 zum Teil in massiver Backsteinbauweise, zum Teil in Holzbauweise. Die beiden zweigeschossigen Backsteingebäude wurden mit Tonnendächern versehen; die eingeschossigen Lagergebäude mit Satteldächern.

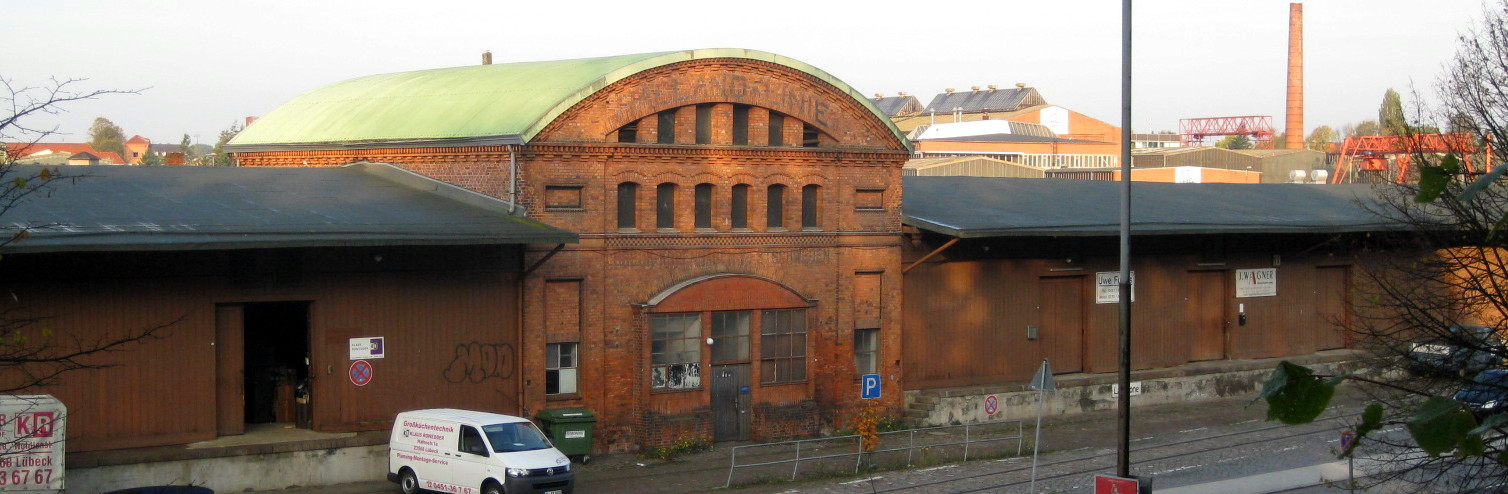
Schuppen 11 vor dem letzten Umbau (2010), ehemals Sitz der Halland-Linie

Ab 1895 befand sich hier eine Abfertigungsstelle des Zolls. Der südlichste Teil des Schuppens wurde 1896 abgetragen, als der Elbe-Lübeck-Kanal gebaut wurde. Im Schuppen 11 hatte ab 1907 die Halland-Linie ihren Sitz. Sie betrieb Passagierschiffsverkehr nach Kopenhagen, Malmö und Göteborg und nutzte den Schuppen als Empfangs- und Abfertigungsgebäude.
Der Komplex wurde in der ersten Hälfte des 20. Jahrhunderts zweimal umgebaut, zuletzt 1936. Im selben Jahr erhielten die Schuppen ihre heutige Nummerierung. Genutzt wurde der Komplex außerdem ab 1936 von der Arbeitsverteilungsstelle (ab 1950 Gesamthafenbetrieb), die die Verteilung der Schauerleute in die Lübecker Häfen organisiert. Später befand sich im Schuppen 10 der Hafenbetriebsverein Lübeck, der sich nördlich anschließende Schuppen 11 wurde von einem Unternehmen genutzt. Der Komplex gehört der Lübeck Port Authority (LPA), der 2008 gegründeten städtischen Hafenverwaltung.
1988 wurden die Schuppen 10/11 mit 150 Meter Länge und 15 Meter Breite unter Denkmalschutz gestellt.
Der Schuppen 10 ist jeweils am Ersten Mai Treffpunkt für einen der Lübecker Umzüge zur DGB-Kundgebung auf dem Lübecker Markt. 

## Umbau
Bis zum Jahresende 2012 wurden die Schuppen als Teil des drei Millionen Euro umfassenden Projekts „Gesamthafen“ von der KWL GmbH, dem Koordinierungsbüro Wirtschaft Lübeck, zu einem Standort für Büros umgebaut und ab Januar 2013 neu bezogen. Die KWL ist eine Tochtergesellschaft der Hansestadt Lübeck. Bei den Umbauten erhielten die Fassaden eine Wärmedämmung und zusätzliche Innentreppen sowie Fenster eingebaut. Der Anbau an der Südseite wurde abgerissen und durch einen Neubau aus Glas und Stahl ersetzt, der zusammen mit der Fläche davor als Cafe & Bar Celona gastronomisch genutzt wird. Insgesamt entstand eine Nutzfläche von 2600 Quadratmetern.

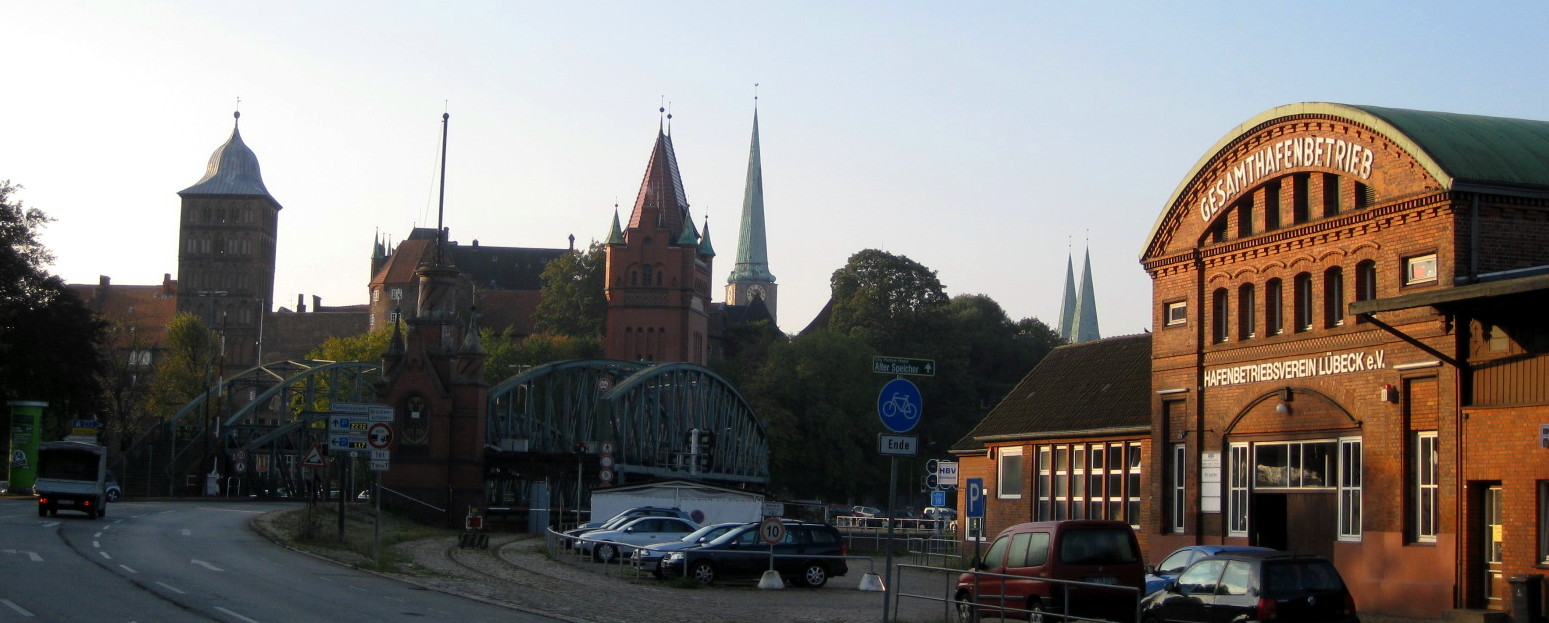
Schuppen 10 (rechts) mit Burgtor (links), Hubbrücke über den Elbe-Lübeck-Kanal und Turm der Jakobikirche
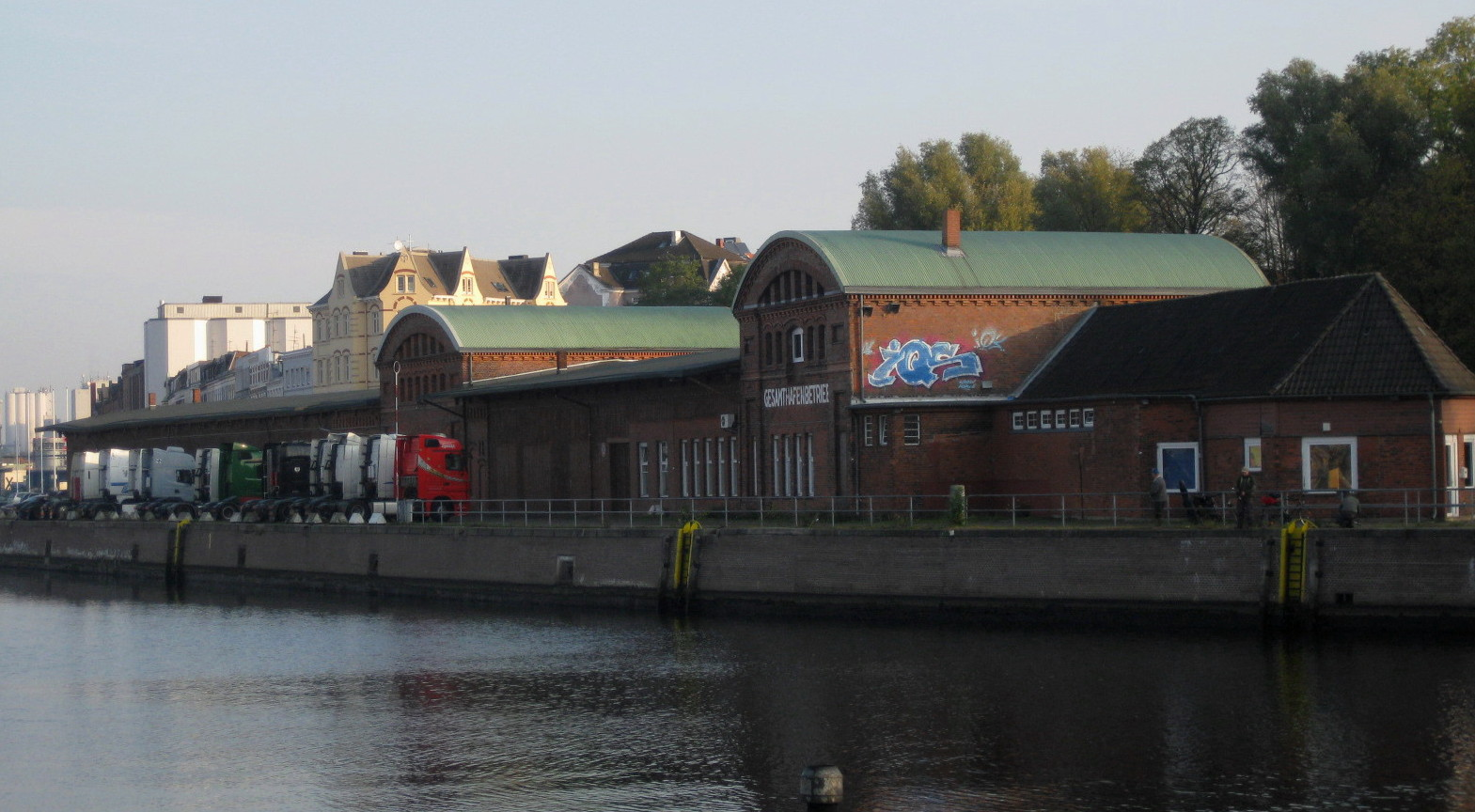
Die Schuppen 10/11 von der Trave-Seite
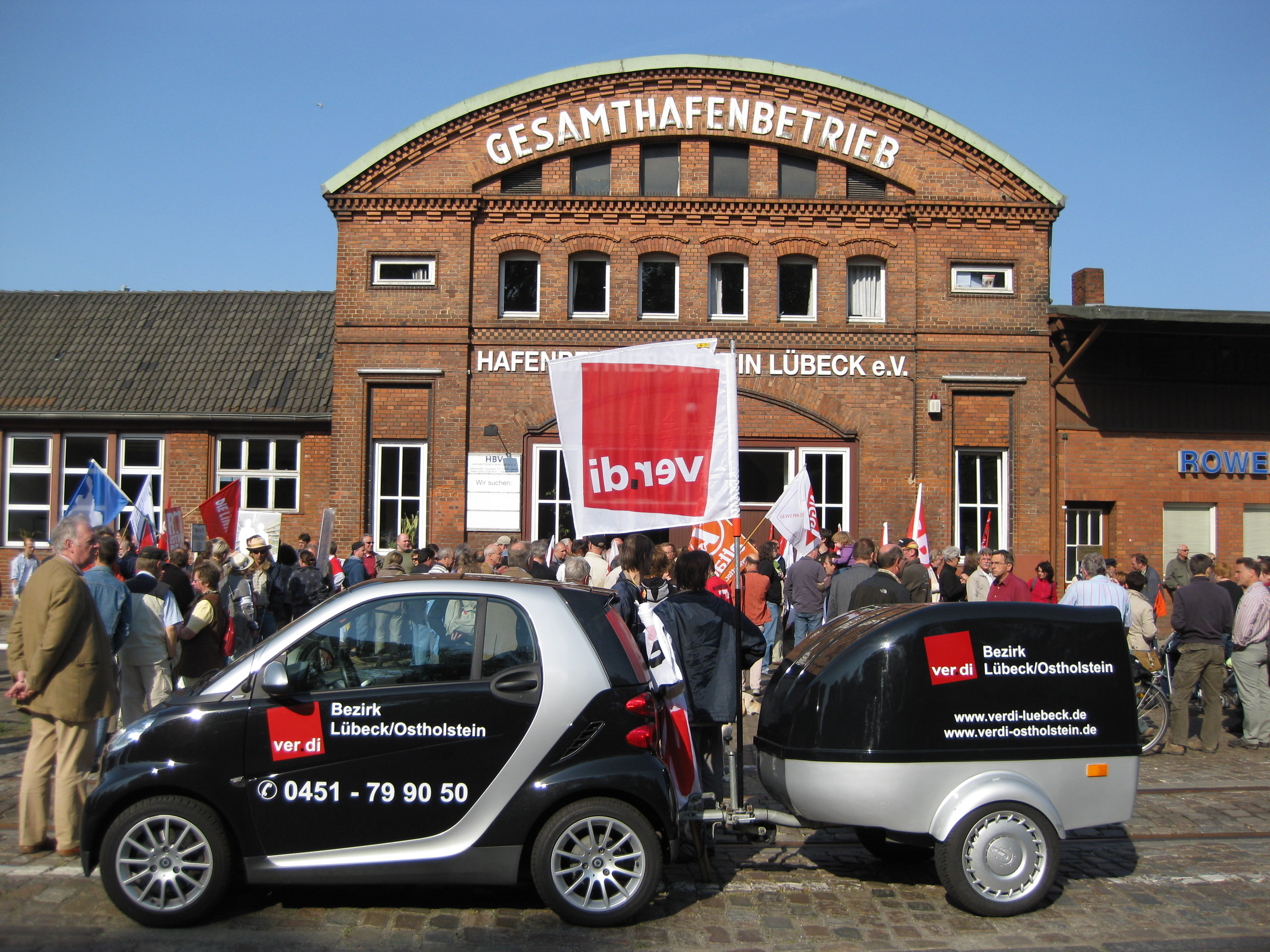
Versammlung zum Aufmarsch am Schuppen 10 am 1. Mai 2009